# Modern asatro i USA
Asatro har i USA existerat som organiserad religion i ett flertal grupper under perioden efter andra världskriget. För närvarande existerar tre dominerande grupper och det följande skall betraktas som en översiktlig redogörelse för dessa. 
Samtliga nedanstående grupper har sina rötter i det nu avsomnade Asatrú Free Assembly.

## Asatrú Folk Assembly
Organisationen leds av den före detta militären Stephen McNallen. AFA ser asatron som de nordeuropeiska folkens inhemska religion och poängterar att även om man tar avstånd från nationalsocialism och fascism så är intresset för och tillgängligheten till denna religion nedärvd, något som man kallar för metagenetik. Denna uppfattning har kritiserats av religionsforskaren Mattias Gardell för att vara rasistisk i sig.

## Asatrú Alliance
Organisationen leds av den före detta nationalsocialisten och mc-gängsmedlemmen Valgard Murray. AA har stora likheter med AFA:s syn på asatron och man har periodvis haft ett nära samarbete, men organisationerna är uppbyggda på olika sätt. AA:s organisation företer likheter med mc-klubbars uppbyggnad i det att man har dels fullvärdiga medlemmar, dels hangarounds och prospects. Man har dessutom fängelseavdelningar.

## The Troth
När Asatrú Free Assembly sprack i början av 1980-talet berodde detta delvis på klyftan mellan å ena sidan de ovan nämnda gruppernas syn på asatron som en folkreligion för nordeuropeer och å andra sidan en mer universalistisk syn där man höll asatron öppen för alla som önskade vara med, oavsett bakgrund. Dessa kom att organisera sig i The Ring of Troth, och kom att få mer av en vänsterprofil, med medlemmar som engagerade sig i den gröna rörelsen och var öppna för homosexualitet, hade svarta medlemmar etc.